# Lepanthes cordilabia
Lepanthes cordilabia är en orkidéart som beskrevs av Carlyle August Luer. Lepanthes cordilabia ingår i släktet Lepanthes och familjen orkidéer.
Artens utbredningsområde är Ecuador. Inga underarter finns listade i Catalogue of Life.